# Alejandro Posadas
Alejandro Posadas (Saladillo, provincia de Buenos Aires, 28 de diciembre de 1870 - París, 21 de noviembre de 1902) fue un médico y cirujano argentino.

## Biografía

### Origen familiar y primeros años
Sus padres fueron Alejandro Posadas y Josefa Martínez. Su padre, oriundo de Vigo, España, llegó a la Argentina en 1854. Se dedicó al comercio y a la explotación agropecuaria. Alejandro estudió en el Colegio del Salvador, institución jesuita.

### Estudios
Ingresó a la Facultad de Medicina de la Universidad de Buenos Aires en 1888. Rápidamente se incorporó como asistente en clases de anatomía. Con calificaciones destacadas, en 1891 fue practicante del Hospital de Clínicas.
En 1892 pudo estudiar la clínica y la anatomía patológica de un soldado con lesiones nodulares cutáneas recurrentes afectado por una parasitosis, a la que llamó "Psorospermiosis infectante generalizada". Junto a su profesor Robert Johann Wernicke, pudo profundizar el estudio microscópico. Sus observaciones, que originalmente fueron interpretadas como una neoplasia, continuaron por siete años hasta que el paciente falleció y llegó a practicar la necropsia de ese soldado, dedicando su tesis doctoral a la descripción completa del proceso, que hoy se llama enfermedad de Posadas-Wernicke (coccidioidomicosis).
En 1893 fue practicante en el Hospital de Clínicas con el Dr. Ignacio Pirovano y fue médico concurrente de la Cátedra de Pediatría de la Universidad de Buenos Aires, donde realizó toda su carrera, como estudiante, investigador y docente.
Completó sus estudios en diciembre de 1893 y se graduó con diploma de honor el 10 de mayo de 1894.

### Vida profesional
Fuera del Hospital investigó en el laboratorio de Cirugía Experimental.
En 1895 inaugura la cirugía torácica endocavitaria al idear un método que consistía en el arponamiento pulmonar a través de una vía de acceso que preconizaba el cirujano francés Edmond Delorme. Mediante el uso de este procedimiento impedía el neumotórax espontáneo y la aplicó para el tratamiento quirúrgico de la hidatidosis pulmonar con pleura libre, un gran aporte a la cirugía torácica.
En 1896 fue nombrado Profesor Adjunto de Medicina Operatoria y en 1898 fue nombrado Titular del Servicio de Cirugía de la Sala de Niños.
En 1898 presentó su tesis para el cargo de Profesor Suplente de Cirugía: "Cirugía del pulmón (lesiones asépticas). Toracoplastia temporaria y parcial para la extirpación de los quistes hidatídicos de pulmón".
Posadas realizaba unas tres operaciones por semana, de ocho a trece horas de duración cada una.

### Cine
En 1899, Posadas realizó la primera filmación argentina de una cirugía, y uno de los primeros documentales médicos de la cinematografía mundial.
Fue una operación de quiste hidatídico de pulmón. El camarógrafo fue el francés Eugenio Py, pionero del cine en la Argentina. Utilizó un "Cronofotógrafo Elgé", desarrollado por Léon Gaumont. La película, de menos de dos minutos de duración, se extravió y fue rescatada antes de la demolición del viejo Hospital de Clínicas de la Universidad de Buenos Aires.
La Cinemateca Argentina determinó que esta película es el primer filme argentino que se conoce y ha sido reconocido por las Cinematecas de París y Bélgica como el primer documento fílmico de una cirugía en el mundo. Posadas, entusiasmado con la nueva tecnología, vislumbró tempranamente su potencial para la comunicación y la labor científica.
Si bien no tenía registro alguno de fecha, como el Dr. Posadas enfermó y murió de tuberculosis en el 1902, se supone que este corto tiene que ser anterior a esta fecha.

### Últimos años
Desde 1898 sufrió una afección pulmonar, por lo que interrumpió sus tareas y viajó en varias oportunidades a Europa y Estados Unidos buscando una cura. Desde allí trajo el primer equipo de rayos X del país para instalarlo en el Hospital de Clínicas de la UBA. En 1902 viajó nuevamente a Europa. Murió de tuberculosis en París el 21 de noviembre de 1902 a la temprana edad de treinta y un años. Sus restos mortales fueron repatriados y sepultados en el panteón familiar del Cementerio de Recoleta.

## Reconocimiento
Su carrera profesional se redujo apenas a ocho años, en los que Posadas pudo trabajar intensamente e innovar en el campo de la medicina, descubriendo enfermedades nuevas, aplicando nuevos métodos de cirugía y advirtiendo las posibilidades de las nuevas tecnologías en la disciplina médica.
El antiguo Instituto Nacional de la Salud, uno de los hospitales más grandes de la Argentina, lleva desde 1970 el nombre de Alejandro Posadas. También el hospital zonal de su ciudad natal , Saladillo, recibe su nombre desde su inauguración en 1906.

## Publicaciones
- Posadas A. Un nuevo caso de micosis fungoidea con psorospermia. Círculo Médico Argentino, 1892.